# Mariusz Sacha
Mariusz Sacha (ur. 19 lipca 1987 w Bielsku-Białej) – polski piłkarz grający na pozycji pomocnika. Wychowanek UKS SMS Bielsko-Biała, od 2004 do 2008 roku zawodnik Podbeskidzia Bielsko-Biała. Uczestnik Mistrzostw Europy U-19 w 2006 i Mistrzostw Świata U-20 w 2007.